# 아나리온
아나리온(Anarion)은 《실마릴리온》의 등장인물이다. 엘렌딜의 차남으로 이실두르와 함께 곤도르를 이끈 공동 국왕이다.
그는 누메노르 출신으로 안두니에 영주이자 누메노르 왕의 자문관 엘렌딜의 아들로 생의 전반을 보냈다. 아르파라존의 발리노르 침략에 의해 일루바타르의 권능에 의해 누메노르가 멸망하는 사건이 생기자 부친 엘렌딜과 형제였던 이실두르와 함께 7척의 배를 타고 가운데땅으로 가게 된다. 엘렌딜은 4척의 배를 이끌고 북쪽으로, 형 이실두르는 3척을 이끌고 아나리온 자신은 2척을 이끌고 함께 남쪽에 정착한다. 그렇게 북쪽의 망명 왕국은 아르노르가 되고 남쪽은 곤도르가 된다. 이후 모르도르로 귀환하는 사우론은 이 망명왕국을 상대로 큰 전쟁을 벌였고 그 과정에서 아나리온은 적에게 살해당한다.
그의 사후 아들 메넬딜은 형 이실두르로부터 교육을 받고 곤도르 왕에 등극했다. 아나리온 혈통의 곤도르 왕은 에아르누르까지 이어졌으나 마술사왕의 도발에 넘어가 실종된 후 더는 그의 자손 중에 왕이 되는 자가 없었다.